# Конвой H-18
Конвой H-18 — японський конвой часів Другої світової війни, проведення якого відбувалось у лютому 1944-го.
H-18 належав до серії конвоїв, які в 1943—1944 роках ходили між важливим транспортним хабом у Манілі та островом Хальмахера зі складу Молуккського архіпелагу (північний схід Нідерландської Ост-Індії), який, зокрема, відігравав важливу роль у постачанні японських сил на заході Нової Гвінеї.
До складу конвою увійшли транспорти «Акіура-Мару», «Шохо-Мару» (Shoho Maru), «Тойо-Мару», «Цукікава-Мару» (Tsukikawa Maru) та «Сінрю-Мару» (Shinryu Maru), тоді як охорону забезпечували переобладнаний канонерський човен «Кісо-Мару» та переобладнаний сітьовий загороджувач «Корей-Мару» (Korei Maru). Також є відомості, що до ескортування міг азлучатись переобладнаний мисливець за підводними човнами «Кьо-Мару № 8».
17 лютого 1944-го загін вийшов з Маніли. Хоча його маршрут пролягав через кілька районів, де традиційно патрулювали ворожі підводні човни, цього разу операція пройшла без інцидентів і 23 лютого японський загін досягнув затоки Кау на острові Хальмахера.